# Giuseppe Verdi (film 1938)
Giuseppe Verdi è un film del 1938, diretto da Carmine Gallone.
Il film girato a Cinecittà venne presentato alla Mostra del cinema di Venezia del 1938 dove vinse la Coppa del PNF.
È conosciuto anche col titolo Divine armonie.
Fu uno dei maggiori incassi di quell'anno in Italia.

## Trama
La pellicola tratta la biografia romanzata del compositore Giuseppe Verdi; dalla partenza da ragazzo, dalla campagna intorno a Busseto, quando si avviava verso l'inizio della sua carriera, alla morte della prima moglie Margherita Barezzi, all'incontro con la futura seconda moglie, il soprano Giuseppina Strepponi, alla conoscenza di Victor Hugo, alla composizione di tutte le sue opere importanti, fra cui spiccano Nabucco, Rigoletto, Il trovatore, La traviata, Aida ed Otello.

## Opere correlate
Fosco Giachetti tornerà nuovamente a vestire i panni del compositore 16 anni dopo nel film Casa Ricordi, diretto anch'esso da Gallone.